# Organización transnacional
Organización transnacional es un término utilizado en la literatura académica. Se refiere a las organizaciones internacionales (por lo general, organizaciones no gubernamentales internacionales) que "trascienden" la idea de un Estado-nación.
La distinción entre una organización internacional y una transnacional es poco clara y ha sido criticada por algunos académicos (ej. Colás, 2002). 
Las relaciones transnacionales se han definido como "contactos, coaliciones e interacciones a través de las fronteras estatales que no están controladas por los órganos centrales de política exterior de los gobiernos". Ejemplos de entidades transnacionales son "empresas comerciales multinacionales y movimientos revolucionarios; sindicatos y redes científicas; cárteles internacionales de transporte aéreo y actividades de comunicaciones en el espacio ultraterrestre". Los movimientos sociales transnacionales son "las amplias tendencias que a menudo se manifiestan en particular en las Organizaciones No Gubernamentales Internacionales (OING)". Ejemplos de movimientos sociales transnacionales incluyen los movimientos de derechos humanos, de mujeres, de paz, laborales, verdes o estudiantiles manifestados en Amnistía Internacional, las Brigadas Internacionales de Paz, la Confederación Internacional de Organizaciones Sindicales Libres, etc. Una definición más amplia: "Una organización es "transnacional" en lugar de "nacional" si lleva a cabo operaciones significativas dirigidas por el gobierno central en el territorio de dos o más Estados-nación. Del mismo modo, una organización se denominará "internacional" en lugar de "nacional" sólo si el control de la organización se comparte explícitamente entre representantes de dos o más nacionalidades. Y una organización es "multinacional" en lugar de "nacional" sólo si personas de dos o más nacionalidades participan significativamente en su funcionamiento. "Las organizaciones transnacionales están diseñadas para facilitar la búsqueda de un interés único dentro de muchas unidades nacionales".